# Heteronotus vandamei
Heteronotus vandamei är en insektsart som beskrevs av Boulard 1980. Heteronotus vandamei ingår i släktet Heteronotus och familjen hornstritar. Inga underarter finns listade i Catalogue of Life.